# Angela quinquemaculata
Angela quinquemaculata es una especie de mantis de la familia Mantidae.

## Distribución geográfica
Se encuentra en Brasil, Guayana Francesa, Surinam, Venezuela y Trinidad.